# Bill Mueller
William Richard Mueller, mais conhecido como Bill Mueller (Missouri, 17 de março de 1971), é um ex-jogador profissional de beisebol norte-americano.

## Carreira
Bill Mueller foi campeão da World Series 2002 jogando pelo Anaheim Angels. Na série de partidas decisiva, sua equipe venceu o San Francisco Giants por 4 jogos a 3.
Bill Mueller foi campeão da World Series 2004 jogando pelo Boston Red Sox. Eles venceram o Saint Louis Cardinals por 4 a 0.
Essa temporada foi conhecida como o fim da Bambino´s Curse (Maldição do Bambino{Babe Ruth} que foi negociado com o New York Yankees em 1920) contra a sua vontade e declarou que o Boston Red Sox nunca mais seria campeão, o que de fato ocorreu até o ano de 2004. Bill Mueller jogou até 2006 nos Red Sox onde conseguiu um feito para a história: 2 Grand Slam Home Runs no mesmo jogo, evento conseguido só por treze jogadores na história da MLB (Major League Baseball). O GS de Bill Mueller é único por ele ter conseguido em ambos os lados do "plate", ou seja batendo com o braço direito e o braço esquerdo. Esse feito fabuloso aconteceu no dia 29-07-2003 contra o Texas Rangers e os "pitchers" foram Aaron Fultz no 7th Inning e Jay Powell no 8th inning. O placar do jogo foi 14 x 7 .